# Paranthura astrolabium
Paranthura astrolabium är en kräftdjursart som beskrevs av Brian Frederick Kensley 1979. Paranthura astrolabium ingår i släktet Paranthura och familjen Paranthuridae. Inga underarter finns listade i Catalogue of Life.